# Силина, Наталья Валерьевна
Наталья Валерьевна Силина (в девичестве Становова; 2 августа 1999, Краснодар) — российская футболистка, вратарь клуба «Краснодар» и сборной России.

## Биография
Воспитанница молодёжных команд краснодарской «Кубаночки», первый тренер — Наталья Николаевна Дыгай. В составе сборной Краснодарского края становилась победительницей (2015), серебряным (2014) и бронзовым (2017) призёром первенств России в своём возрасте, признавалась лучшим вратарём соревнований. Несколько лет выступала в первом дивизионе России в составе «Кубаночки-М», в этом турнире забила несколько голов с пенальти.
В основной команде «Кубаночки» дебютировала 27 июля 2019 года в матче высшей лиги России против московского «Локомотива», заменив на 80-й минуте Елену Шестернёву, причём играла на позиции полевого игрока. В 2020 году клуб был переформирован в «Краснодар», с 2021 года спортсменка заняла позицию основного вратаря клуба.
Выступала за юношескую и молодёжную сборную России, в нескольких матчах была капитаном команды. Победительница и лучший вратарь турнира «Кубанская весна» 2018 года. В 2019 году в составе студенческой сборной принимала участие в футбольном турнире Универсиады в Неаполе, где россиянки стали бронзовыми призёрами, однако во всех матчах оставалась в запасе.
Первый матч за основную сборную России провела 8 апреля 2024 года против сборной Эквадора.
С 2021 года выступает под фамилией Силина.

## Семья
- Таймазова (Становова) Елена Валерьевна — младшая сестра[6], футболист, вратарь